# Kyle Reyes
Kyle Reyes (* 10. Oktober 1993 in Brampton, Ontario) ist ein kanadischer Judoka. 2022 war er Zweiter bei den Weltmeisterschaften und bei den Commonwealth Games.

## Sportliche Karriere
Kyle Reyes kämpft in der Gewichtsklasse bis 100 Kilogramm. 2012 und 2013 war er kanadischer Meister. 2013 gewann er den Titel bei den Juniorenweltmeisterschaften. Im gleichen Jahr erreichte er das Finale beim Grand-Slam-Turnier in Tokio und unterlag dann dem Tschechen Lukáš Krpálek. 2014 nahm Reyes erstmals an den Weltmeisterschaften in der Erwachsenenklasse teil, schied aber in seinem zweiten Kampf aus. Im April 2015 gewann Reyes eine Bronzemedaille bei den Panamerikanischen Meisterschaften. Bei den Weltmeisterschaften schied er wie im Vorjahr in seinem zweiten Kampf aus. 2016 erreichte Reyes das Finale beim Grand-Slam-Turnier in Paris und unterlag dann dem Franzosen Cyrille Maret. Bei den Panamerikanischen Meisterschaften 2016 verlor er im Finale gegen den Kubaner José Armenteros. Bei den Olympischen Spielen 2016 in Rio de Janeiro unterlag Reyes in seinem Auftaktkampf gegen den Niederländer Henk Grol.
Bei den Weltmeisterschaften 2017 in Budapest, 2018 in Baku und 2019 in Tokio schied Reyes jeweils in der zweiten Runde aus. Im November 2020 unterlag er im Halbfinale der Panamerikanischen Meisterschaften seinem Landsmann Shady El Nahas, erkämpfte dann aber eine Bronzemedaille. 2021 siegte Reyes bei den Panamerikanischen Meisterschaften. Im Juni 2021 gewann er seine beiden ersten Kämpfe bei den Weltmeisterschaften in Budapest und verlor dann im Achtelfinale gegen den späteren Weltmeister Jorge Fonseca aus Portugal. Bei den Olympischen Spielen in Tokio wurde Kanada von Shady El Nahas vertreten.
Shady El Nahas und Kyle Reyes trafen 2022 im Finale der Commonwealth Games in Birmingham aufeinander und El Nahas gewann. Bei den Weltmeisterschaften 2022 in Taschkent erreichte Reyes mit fünf Siegen das Finale. Dort unterlag er dem Usbeken Muzaffarbek Turoboyev. Anderthalb Wochen nach den Weltmeisterschaften gewann Reyes das Grand-Slam-Turnier in Abu Dhabi.